# Anna Raczyńska
Anna Raczyńska – polska dziennikarka, redaktor naczelna, redaktor radiowa i telewizyjna. 

## Życiorys
Początkowo zajmowała się problematyką społeczną oraz reportażem. Po 1989 roku skupiła się na problematyce politycznej, pisała także felietony. Była komentatorką polityczną związaną z Gazetą Pomorską i Expressem Bydgoskim, a także dziennikarzem radiowym i telewizyjnym, gdzie prowadziła audycje i debaty polityczne. W 2016 została dyrektorem oddziału TVP3 w Bydgoszczy, z którym współpracowała od 2002 (od 2006 do 2009 pełniła tam funkcję sekretarza programowego). Ze stanowiska tego zrezygnowała w 2019 z przyczyn osobistych. W Radiu Poznań była autorką programu "Przystanek życie". Nominowano ją do nagrody "Press". Otrzymała nagrodę środowiska dziennikarskiego za przestrzeganie zasad etycznych dziennikarstwa. W 2019 przeprowadziła się do Poznania, 1 czerwca 2023 została redaktor naczelną "Głosu Wielkopolskiego" (zastąpiła na tym stanowisku Wojciecha Wybranowskiego). Z tego stanowiska została odwołana w marcu 2024.